# Madre Albania (statua)
Madre Albania (in albanese Nëna Shqipëri) è una statua colossale in cemento situata nel cimitero dei martiri della nazione d'Albania di Tirana.
È stata realizzata nel 1971 da Kristaq Rama, Muntaz Dhrami e Shaban Hadëri.

## Descrizione
La statua, realizzata in cemento, è alta 12 metri ed è posta su un basamento alto tre metri all'interno del cimitero dei martiri della nazione d'Albania. Essa raffigura una personificazione femminile dell'Albania come una madre che tiene nella mano destra, alzata verso il cielo, un ramo d'alloro ed una stella.
Sul basamento è riportata una scritta in albanese: "Lavdi e përjetshme dëshmorëve të Atdheut" traducibile come "Gloria eterna ai martiri della Patria".